# Luna Sea (Firefall)
| Recensione       | Giudizio |
| ---------------- | -------- |
| AllMusic         | [ 3 ]    |
| Robert Christgau | C        |

Luna Sea è il secondo album del gruppo musicale rock statunitense Firefall, pubblicato dalla casa discografica Atlantic Records nell'agosto del 1977.

## Tracce

### LP
Lato A
1. So Long – 5:24 (Rick Roberts)
2. Just Remember I Love You – 3:14 (Rick Roberts)
3. Sold on You – 3:26 (Larry Burnett)
4. Someday Soon – 4:02 (Rick Roberts)
5. Just Think – 4:11 (Firefall)

Lato B
1. Getaway – 3:42 (Larry Burnett)
2. Only a Fool – 4:22 (Rick Roberts)
3. Head on Home – 4:00 (Larry Burnett)
4. Piece of Paper – 4:04 (Larry Burnett)
5. Even Steven – 4:20 (Rick Roberts, Larry Burnett)

## Formazione
- Larry Burnett – chitarra elettrica, chitarra acustica, voce solista
- Jock Bartley – chitarra solista, chitarra elettrica slide, chitarra acustica, armonie vocali
- Rick Roberts – chitarra acustica, voce solista
- David Muse – tastiere, organo, sassofono tenore, flauti, armonica, sintetizzatore moog
- Mark Andes – basso, armonie vocali
- Michael Clarke – batteria

Altri musicisti
- Andrew Love (The Memphis Horns) – sassofono tenore
- Wayne Jackson (The Memphis Horns) – tromba, flicorno
- Jack Hale (The Memphis Horns) – trombone
- Lewis Collins (The Memphis Horns) – sassofono tenore
- James Mitchell (The Memphis Horns) – sassofono baritono
- Clydie King (The Orioles) – cori (brano: Head on Home)
- Venetta Fields (The Orioles) – cori (brano: Head on Home)
- Shirley Matthews (The Orioles) – cori (brano: Head on Home)
- Joe Lala – percussioni
- Nelson Miguel Padron (Flaco) – percussioni
- Alan Estes – percussioni
- Skip Edwards – piano (brano: Just Think)
- Tim Schmidt – cori (brano: Just Remember I Love You)
- Jerry Aiello – organo (brano: Only a Fool)
- Alan Estes – marimba (brano:Only a Fool)
- Dennis Dreith – arrangiamento strumenti a corda e conduttore musicale (brano: Someday Soon)

Note aggiuntive
- Jim Mason – produttore (Free Flow Productions)
- Registrazioni effettuate al: Criteria Studios di Miami, Florida; Haji Sound e Davlen Sound Studios di Los Angeles, California
- Karl Richardson – ingegnere delle registrazioni (Criteria Studios)
- Jack Nuber – assistente ingegnere delle registrazioni (Criteria Studios)
- Alex Kasanagras – ingegnere delle registrazioni (Haji Sound)
- Eric Prestidge, David Ruffo, Paul Dobbe, Bob Shames, Steve Maslow, Tom Knox e Leonard Kovner – ingegneri delle registrazioni (Davlen Sound Studios)
- Mixaggio effettuato da Alex Kasanagras al Haji Sound
- Terry Kruger (Boulder, Colorado) – illustrazione copertina frontale album originale
- Tom Wright – foto copertina album originale[5]

## Classifica
Album
| Anno | Classifica    | Posizione raggiunta |
| ---- | ------------- | ------------------- |
| 1977 | Billboard 200 | 27                  |